# Россошка (приток Карповки)
Россошка — река в России, протекает по Городищенскому району Волгоградской области. Правая составляющая реки Карповки, бассейн Дона.
Площадь водосборного бассейна — 511 км².

## География
Россошка начинается в балке, в пяти километрах западнее волгоградского аэропорта Гумрак и в непосредственной близости от самого Волгограда. Течёт на северо-запад. На реке расположен хутор Красный Пахарь, в нём река запружена, ниже него запружена ещё раз, затем поворачивает на юго-запад. На левом берегу село Россошка, на правом — посёлок Западновка. В нижнем течении справа в Россошку впадает река, текущая из балки Рассыпной. На всём протяжении Россошка является сезонно пересыхающей. Сливаясь с рекой Червлёная, образует Карповку. Длина реки составляет 52 км.

## Данные водного реестра
По данным государственного водного реестра России относится к Донскому бассейновому округу, водохозяйственный участок реки — Карповка от истока до Карповского гидроузла, речной подбассейн реки — Дон между впадением Хопра и Северского Донца. Речной бассейн реки — Дон (российская часть бассейна). Код водного объекта в государственном водном реестре — 05010300712107000009543.